# Taraxacum fridenii
Taraxacum fridenii — вид квіткових рослин з родини айстрових (Asteraceae). Вид зростає в Європі: Швеція, Польща; це багаторічна рослина помірних біомів.

## Опис
Рослина заввишки 1–1,5 дм. Листки темні, зелені, волосисті; ребро бліде; бічних часток 4—5, коротких трикутних або злегка гачкуватих, загострених або досить загострених, зубчастих; нижні частки дуже короткі, тягнуться до крилатої частини стебла; міждолі широкі й короткі, з незабарвленим або ледь забарвленим краєм; кінцева частка більш-менш шоломоподібна, слабко зубчаста, тупа або іноді з коротким вістрям, у деяких листках кінцева частка нечітко визначена по відношенню до вищих часток, а потім часто розширена. Обгортка з відігнутими, 3,5 мм завширшки, ланцетними, без країв і часто коричневими зовнішніми листочками. Голова 3,5—4(5) см у діаметрі.